# الإنذار السوفييتي لإستونيا
أصدر الاتحاد السوفييتي إنذاراً نهائياً لإستونيا في 16 يونيو/حزيران 1940، مع المطالبة بالرد بحلول منتصف ليل نفس اليوم. وكانت الذريعة هي الأنشطة السياسية التي تقوم بها إستونيا والتي تتعارض مع معاهدة المساعدة المتبادلة السوفييتية الإستونية. كانت المطالب تتلخص في تشكيل حكومة جديدة والسماح للقوات السوفييتية بدخول إستونيا. وبعد مداولات طويلة، قدمت الحكومة الإستونية استقالتها إلى الرئيس قسطنطين باتس، الذي وقع عليها، وبُث إعلان عن الاستقالة والدخول المتوقع للجيش السوفييتي. بدأت القوات السوفيتية احتلال إستونيا في اليوم التالي. وكان جزءًا من الاحتلال السوفييتي لدول البلطيق.

## خلفية
استند الاحتلال السوفييتي لدول البلطيق إلى البروتوكول السري لعام 1939 المضاف إلى ميثاق مولوتوف-ريبنتروب، الذي قسم مناطق نفوذ الاتحاد السوفييتي وألمانيا النازية. 
في عام 1939، وتحت الضغط السوفييتي، تم توقيع معاهدة المساعدة المتبادلة السوفييتية الإستونية، على غرار المعاهدتين السوفييتية اللاتفية والسوفييتية الليتوانية. وبموجب المعاهدات، كان من المقرر إنشاء قواعد عسكرية سوفييتية في جميع دول البلطيق، وعلى وجه الخصوص، إرسال 25 ألف جندي سوفييتي إلى إستونيا. كما احتل الاتحاد السوفييتي جزيرة نيسار التي كانت تسيطر على الوصول البحري إلى تالين، عاصمة إستونيا. 

## الإنذار النهائي
تم تسليم الإنذار النهائي في الساعة 2.30 بعد الظهر (بتوقيت موسكو) في 16 يونيو/حزيران 1940، مع المطالبة بالرد بحلول منتصف ليل نفس اليوم. وكانت الذريعة هي الأنشطة السياسية التي تقوم بها إستونيا والتي تتعارض مع معاهدة المساعدة المتبادلة السوفييتية الإستونية. كانت المطالب تتلخص في تشكيل حكومة جديدة والسماح للقوات السوفييتية بدخول إستونيا.
بالإضافة إلى ذلك، زعم يوهانس كليسمنت أن مولوتوف أعلن أنه "في حالة عدم تلقي أي رد يشير إلى قبول الإنذار النهائي بحلول الوقت المحدد، فسوف يتم إصدار الأوامر لوحدات الجيش الأحمر المتمركزة على حدود جمهورية إستونيا بالزحف إلى البلاد، وقمع كل المقاومة بالقوة المسلحة".
قررت الحكومة الإستونية، وفقًا لميثاق كيلوغ-بريان، عدم الرد على الإنذار بالوسائل العسكرية. ونظراً للقوة السوفييتية الساحقة سواء على الحدود أو داخل البلاد، فقد صدر الأمر بعدم المقاومة من أجل تجنب إراقة الدماء والحرب المفتوحة.  قدمت الحكومة استقالتها إلى الرئيس قسطنطين باتس، الذي وقع عليها، وتم بث إعلان عن الاستقالة والدخول المتوقع للجيش السوفييتي.
ولم تكن ادعاءات مولوتوف بشأن وقوع انتهاكات مدعومة بأي دليل، لا في الإنذار النهائي، ولا في أي وقت لاحق. وعلاوة على ذلك، لم يكن لموقف الاتحاد السوفييتي أي أساس قانوني، لأن المعاهدة نصت على أن حل الخلافات يجب أن يتم أولاً بشكل سلمي، عن طريق المفاوضات الدبلوماسية.

## العواقب
في الفترة من 16 إلى 17 يونيو 1940، خرج الجيش الأحمر من قواعده العسكرية في إستونيا، وبمساعدة 90 ألف جندي سوفيتي إضافي، استولى على البلاد، واحتل كامل أراضي جمهورية إستونيا.   لقد كان من الواضح أن الإنذار النهائي لم يكن سوى ذريعة، لأن القوات السوفييتية المتجمعة تحركت فور تلقيها الرد من إستونيا.
استسلمت معظم قوات الدفاع الإستونية ورابطة الدفاع الإستونية وفقًا لأوامر عدم المقاومة، وتم نزع سلاحها من قبل الجيش الأحمر. بدأت المقاومة المسلحة فقط كتيبة الإشارة الإستونية المستقلة المتمركزة في شارع راوا في تالين. وبينما كانت القوات السوفييتية تجلب تعزيزات إضافية مدعومة بست مركبات قتالية مدرعة، استمرت المعركة في شارع راوا لعدة ساعات حتى غروب الشمس. وكان هناك قتيل وعدة جرحى على الجانب الإستوني وحوالي 10 قتلى وجرحى آخرين على الجانب السوفييتي. وأخيرًا انتهت المقاومة العسكرية بالمفاوضات واستسلمت كتيبة الإشارة المستقلة وتم نزع سلاحها. 
بحلول 18 يونيو 1940، اكتملت العمليات العسكرية واسعة النطاق لاحتلال إستونيا ولاتفيا وليتوانيا. 

## فهرس
- Misiunas، Romuald J.؛ Taagepera، Rein (1993). The Baltic States, years of dependence, 1940–1990. University of California Press. ISBN:0-520-08228-1.